# Horst Dietrich
Horst Dietrich (* 14. Februar 1935 in Hamburg; † 25. Juli 2014 in Stenderup) war ein deutscher Maler und Gründer des Kultur- und Kommunikationszentrums Fabrik.

## Leben
Dietrich war Sohn eines Apothekers in Hamburg-Ottensen. Während des Zweiten Weltkrieges wurde er mit seiner Mutter und seiner Schwester nach Bäckerwitz in Mecklenburg-Vorpommern evakuiert; sein Vater fiel im Krieg. Nach einer abgebrochenen Schlosserlehre studierte er von 1958 bis 1961 an der Kunstschule Alsterdamm in Hamburg bei Gerd F.G. Setzke. Er studierte u. a. gemeinsam mit F.K. Waechter und Uwe Bremer. Später arbeitete er zunächst als Maler und Werbegrafiker zeitweise in Schweden und Dänemark. Er stellt in Kopenhagen und Aarhus aus. In Hamburg hatte er Ausstellungen im Bauzentrum, des Weiteren Gemeinschaftsausstellungen im Museum für Kunst und Gewerbe und auch im Kunstverein in Hamburg. Seine letzte Kunstausstellung hatte er in 1973. Am 25. Juni 1971 gründete er zusammen mit dem Architekten Friedhelm Zeuner in einer 150 Jahre alten, ehemaligen preußischen Munitionsfabrik in Hamburg-Ottensen das Kultur- und Kommunikationszentrum Fabrik. Das Projekt wurde zum Vorreiter für eine europaweite Bewegung von Kommunikationszentrums-Gründungen. Für einige Jahre betrieb Dietrich zusätzlich eine Discothek in Kiel. Im Norden Schleswig-Holsteins betrieb er zeitweise auch die Schleihalle und ein Restaurant sowie ein weiteres Restaurant in Flensburg und das Alte Kino in Rendsburg. Dietrich, der die Fabrik von 1971 bis 2012 als Geschäftsführer leitete und 2006 die Fabrik-Stiftung als Trägerin der Fabrik gründete, war Träger des Max-Brauer-Preises 1993.
Dietrich war verheiratet mit Katharina Vogt, hatte zwei Töchter und einen Sohn und lebte zuletzt in Stenderup in die Nähe von Kappeln an der Schlei auf einem Resthof.